# Pagodenschnecken
Die Pagodenschnecken (Pagodulina) sind eine Gattung der Familie der Fässchenschnecken (Orculidae) aus der Unterordnung der Landlungenschnecken (Stylommatophora). 

## Merkmale
Die Gehäuse sind eiförmig bis eiförmig-zylindrisch mit 7 bis 8,5 gut gewölbten Windungen. Die Größe variiert von 2,3 bis 4,5 mm in der Höhe und 1,2 bis 2,4 mm in der Breite. Die Schale ist fest und etwas durchscheinend, die Oberfläche glänzend. Die Farbe variiert von bernsteingelb bis braun. Die Mündung ist eiförmig und frei, oder annähernd frei mit einem umgeschlagenen, verdickten Mündungsrand. Die parietale Lamelle liegt tief in der Mündung, das vordere Ende ist gerade noch von außen und von unten betrachtet, zu sehen. Die Spindellamelle ist schwach ausgebildet und sitzt auf der Rückseite der Spindel. Die lange Gaumenfalte ist unterschiedlich kräftig ausgebildet. 
Im männlichen Teil des Geschlechtsapparates tritt der Samenleiter apikal oder leicht seitlich in den Epiphallus ein. Im Längsschnitt ist intern am proximalen Ende des Epiphallus noch ein rudimentäres Flagellum ausgebildet. Ein Blindsack (Caecum) am Penis kann vorhanden sein oder auch fehlen. Der Penis zeigt intern längliche oder auch quer zur Längsachse verlaufende Faltenstrukturen. Im Lumen des Penis sind sehr kleine, tetragonale Kristalle eingelagert. Im weiblichen Teil sind Vagina und freier Eileiter etwa gleich lang, oder die Vagina etwas kürzer. Der Stiel der Spermathek ist kurz nach der Abzweigung vom Eileiter zu einer bohnenförmigen, seitlich ansetzenden Drüse verdickt. Die Blase ist länglich-eiförmig. Zwischen der Drüse am Stiel der Spermathek und der Blase zweigt ein langes, dünnes Divertikulum ab. 

## Geographische Verbreitung und Lebensraum
Die Arten der Gattung kommen in Mittel- und Südeuropa, Osteuropa (Ukraine) und Kleinasien bis zum Kaukasus vor. Kürzlich wurde die Typusart der Gattung in der Auvergne wieder aufgefunden; der letzte Nachweis von dort stammte aus dem Jahr 1851.

## Taxonomie und Systematik
Die Benennung dieses Taxons ist eine Geschichte der Irrungen und Wirrungen. 1864 stellte Giuseppe Stabile (auch Joseph Stabile) die Gattung Pagodina auf, mit der einzigen Art Pupa pagodula Des Moulins, 1830. Pagodina ist aber durch Pagodina Van Beneden, 1853 (Crustacea) präokkupiert. Paul Hesse schlug 1916 daher Pagodula als Ersatzname vor. Dieser Name ist wiederum durch Pagodula Monterosato, 1884 präokkupiert. Johannes Thiele schlug nun mit Pagodinella einen weiteren Ersatznamen vor. Dabei war nicht berücksichtigt worden, dass Stephan Clessin 1876 unabhängig von Stabile den Gattungsnamen Pagodulina für Pupa pagodula Des Moulins, 1830 aufgestellt hatte, die Umbenennung von Pagodina und Pagodula völlig unnötig war.
Schileyko (1998) folgte Henry Augustus Pilsbry (1922–1926) und schied noch eine Unterfamilie Pagodulinae aus, die jedoch bei Philippe Bouchet und Jean-Pierre Rocroi und auch der Fauna Europaea keine Anerkennung findet. Die Gattung Pagodulina wird daher zur Unterfamilie Orculinae gestellt. Schileyko (1998) scheidet zudem zwei Untergattungen aus, Pagodulina (Pagodulina) und Pagodulina (Crystallifera) Schileyko, 1976. Edwin Gittenberger äußerte sich bereits 1978 sehr zurückhaltend über den Wert der von Schileyko vorgebrachten Unterschiede zwischen den beiden Untergattungen. Welter-Schultes (2012) führt die Arten lediglich unter der Gattung Pagodulina auf. Auch die Fauna Europaea benutzt keine Untergattungsgliederung. Schileyko (2012) hält jedoch weiter an der Untergattungsgliederung und damit an Pagodulina (Crystallifera) fest.
- Pagodulina austeniana (Nevill, 1880)
- †Pagodulina bellardii (Sacco, 1884), Oberes Pliozän[11]
- Pagodulina epirotes Klemm, 1939
- Pagodulina gracilior Pilsbry, 1926[12] (= Pagodula subdola gracilior Pilsbry, 1926[13])
- Pagodulina hauseri Gittenberger, 1978
- Pagodulina kaeufeli Klemm, 1939
- Pagodulina klemmi Gittenberger & Subai, 1978
- Pagodulina lederi (Boettger, 1886)
- Pagodenschnecke (Pagodulina pagodula (Des Moulins, 1830))
- Pagodulina pisidica Schütt, 1993
- Pagodulina sparsa Pilsbry, 1924
- Südliche Pagodenschnecke (Pagodulina subdola (Gredler, 1856))
- ?Pagodulina tschapecki (Gredler, 1877) (vermutlich parasitierte Exemplare von Pagodulina pagodula[14])

## Belege

### Online
- AnimalBase (Pagodulina Clessin, 1876)